# Tizoc (luchador)
Tizoc, conocido en Japón como Griffon Mask (グリフォンマスク Gurifon Masuku?), es un personaje del videojuego Garou:Mark Of The Wolves y de la serie de videojuegos The King of Fighters. Su Primera aparición fue en el juego Garou: Mark of the Wolves. Su seiyū es Hikaru Hanada. En The King of Fighters XIV adoptó el nombre de King of Dinosaurs.

## Historia
Cuando ocurrieron los eventos de The King of Fighters 2003, Tizoc era una gran estrella en la liga de la lucha libre profesional y se une al equipo de Fatal Fury a petición de Terry para suplir la ausencia de su hermano Andy quien se encontraba en Japón, enseñando el estilo de Ninja Shiranui y entrenando a Hokutomaru.
En The King of Fighters XI, Bonne Jenet, lo convence a él y a Gato para hacer equipo para poder conseguir el premio en dinero del torneo.
En Garou:Mark Of The Wolves, Tizoc entra al torneo que se celebra en Second Southtown para poder revivir una vez más su pasión por la lucha libre y volver una vez más al ring. Tras lo ocurrido en Mark of the Wolves, Tizoc se cuestiona volver a luchar tras los daños que sufrió en el torneo. Pero recupera los ánimos tras ver a un niño que admira a Tizoc.
Tiempo después, Tizoc decidió cambiar de "gimmick" y volverse un luchador malvado (Rudo o Heel en la terminología de la lucha libre) atendiendo al llamado de los también mexicanos Ángel y Ramón para participar en The King of Fighters XIV, esta vez con el seudónimo "The King of Dinosaur" (Rey de los Dinosaurios), usando una máscara imitando a un Tiranosaurio. Muchos de sus amigos reconocen que él es en realidad Tizoc, pero el finge no saber nada. Tiene una rivalidad con Nelson, habiendo adoptado la persona de Dinosaur para vengarse de una humillante derrota contra el boxeador brasileño, con tal de no manchar su reputación como técnico (terminología de la lucha libre mexicana para un luchador heroico). A pesar de esto, el espíritu justiciero de Tizoc lo hace un Rudo bastante ridículo e incompetente. Busca aún dar buenas lecciones a los niños haciendo que su persona malvada no tenga una dieta balanceada, en su lugar comiendo pura carne. Cuando Clark Steel, quien es gran fan de la lucha libre, lo reconoce como Tizoc, King of Dinosaurs le firma un autógrafo a regañadientes. Mientras medita su cambio de identidad, es interrumpido por el tucán de Zarina, Coco, el ave descansa y defeca sobre su hombro, molestándolo. Tampoco le dio mucha risa cuando Ramón le mencionó que es lo opuesto de un Tiranosaurio, al tener brazos mucho más grandes que sus piernas. Pero no protesta cuando Ángel lo acaricia como una mascota.
Regresa en The King of Fighters XIV aún bajo el pseudónimo de King of Dinosaurs. Él y Ramón decidieron dejar el Team México para unirse a la federación de lucha libre de Antonov, el subjefe del juego anterior. Aunque se lleva bien con Antonov, él ignora las sugerencias de que vuelva a ser Tizoc. También se revela que no pudo pelear contra Nelson en el torneo anterior, debido a que sufrió indigestión tras consumir muchos tacos de carne, término eliminado por falta al estar encerrado en el baño. Al encontrarse con Krohnen, ve que sufre por su doble identidad y le propone ser su pupilo. Sin embargo, al angustiado clon le avergüenza que el excéntrico luchador se compare con su sufrimiento. Bonne Jenet se une a los amigos de Tizoc que lo reconoce bajo la máscara de dinosaurio, confundida por el cambio. Cuando enfrenta a la nueva participante, Dolores, él anuncia como Rudo que no le tendrá piedad por ser una mujer. Sin embargo, termina humillado por la fuerza sobrehumana y habilidades psíquicas de Dolores, ella le hace una llave con un agarre telepático y hunde su cara bajo el suelo, dejando su trasero expuesto ante la audiencia.

## Movimientos
- Olympus Over
- Poseidon Wave
- Active Tupian
- Griffon Grab
- Justice Hurricane
- Hércules Throw
- Icarus Crash

### Movimientos Especiales
- Big Fall Griffon
- Daedalus Attack
- Big Fall Griffon (2.ª versión, movimiento de líder)

## Trivia
- En King of fighters 2002 hace una aparición en el escenario de México.
- Aunque Tizoc ha sido interpretado por el mismo Seiyuu (Hikaru Hanada) tanto en Garou como en KOF su voz luce distinta
- Tanto el nombre como la apariencia de Tizoc y algunos de los nombres de sus movimientos especiales son una clara referencia al luchador japonés, Tiger Mask
- Tizoc comparte muchas similitudes con King de la serie Tekken, porque ambos son Mexicanos, luchadores profesionales y utilizan una máscara para representar a un animal específico. En el caso de King un Jaguar y en el de Tizoc un Águila (ambos animales son considerados símbolos de más alto rango militar en la cultura azteca). Así mismo, los dos son motivados por niños, eso es en cierta manera un homenaje al personaje real de Fray Tormenta.
- El nombre de Tizoc es en homenaje al emperador azteca Tízoc.
- El tema "Prolongation" del OST/AST de King of Fighters 2003 es visto por muchos fanes como un Leitmotiv de Tizoc, debido al hecho de que el tema es similar al de la música de los espectáculos de lucha libre y además de tener cierto cariz heroico que los temas anteriores prescindían.
- En The King of Fighters XI en la versión de Playstation 2 se pueden crear equipos editados aparte de los ya establecidos uno de ellos es el "Justice Team" conformado por Tizoc, Athena Asamiya y Kim Kaphwan. Los tres personajes tienen en común ser de los personajes más heroicos y nobles de la serie, aparte de poseer un profundo sentido de la moral y la justicia. (además de Jhun Hoon).
- Raiden originalmente iba a aparecer en The King of Fighters 2003, pero al final Tizoc tomo su lugar.

## Apariciones enKOF
- The King of Fighters 2002 (Cameo)
- The King of Fighters 2003
- The King of Fighters XI